# Indianapolis
Indianapolis (angleška izgovorjava: /ˌɪndiəˈnæpəlɪs/) je glavno mesto ameriške zvezne države Indiana. Hkrati je s približno 800.000 prebivalci največje mesto v Indiani in 14. največje v ZDA. Skupno velemestno območje šteje več kot 1,7 milijona prebivalcev.
Mesto je bilo v preteklosti večidel usmerjeno v upravno in industrijsko dejavnost, danes pa je njegovo gospodarstvo bistveno bolj raznoliko, saj imajo velik pomen tudi izobraževalni, zdravstveni in finančni sektor. Turizem prav tako igra pomembno vlogo - mesto gosti številne konference in športne prireditve. Med najbolj znanimi je vsakoletna dirka Indianapolis 500, zelo priljubljeni pa so tudi turnirji ameriške univerzitetne košarkarske lige NCAA.

## Pobratena mesta
- - Köln (Nemčija)
- - Hangžou (Kitajska)
- - Monza (Italija)
- - Piran (Slovenija)
- - Tajpej (Tajvan)
- - Eldoret (Kenija)